# Wüstheuterode
Wüstheuterode é um município da Alemanha localizado no distrito de Eichsfeld, estado da Turíngia.  Pertence ao Verwaltungsgemeinschaft de Uder.

## Demografia
Evolução da população (em 31 de dezembro):
| - 1994 - 597 - 1995 - 609 - 1996 - 633 - 1997 - 626 | - 1998 - 622 - 1999 - 613 - 2000 - 613 - 2001 - 611 | - 2002 - 635 - 2003 - 655 - 2004 - 652 |

Fonte: Datenquelle - Thüringer Landesamt für Statistik